# 跳跳糖
跳跳糖（港譯爆炸糖）是一種碳酸糖果，主要成份為糖、乳糖、玉米糖漿與調味料。

## 歷史與背景

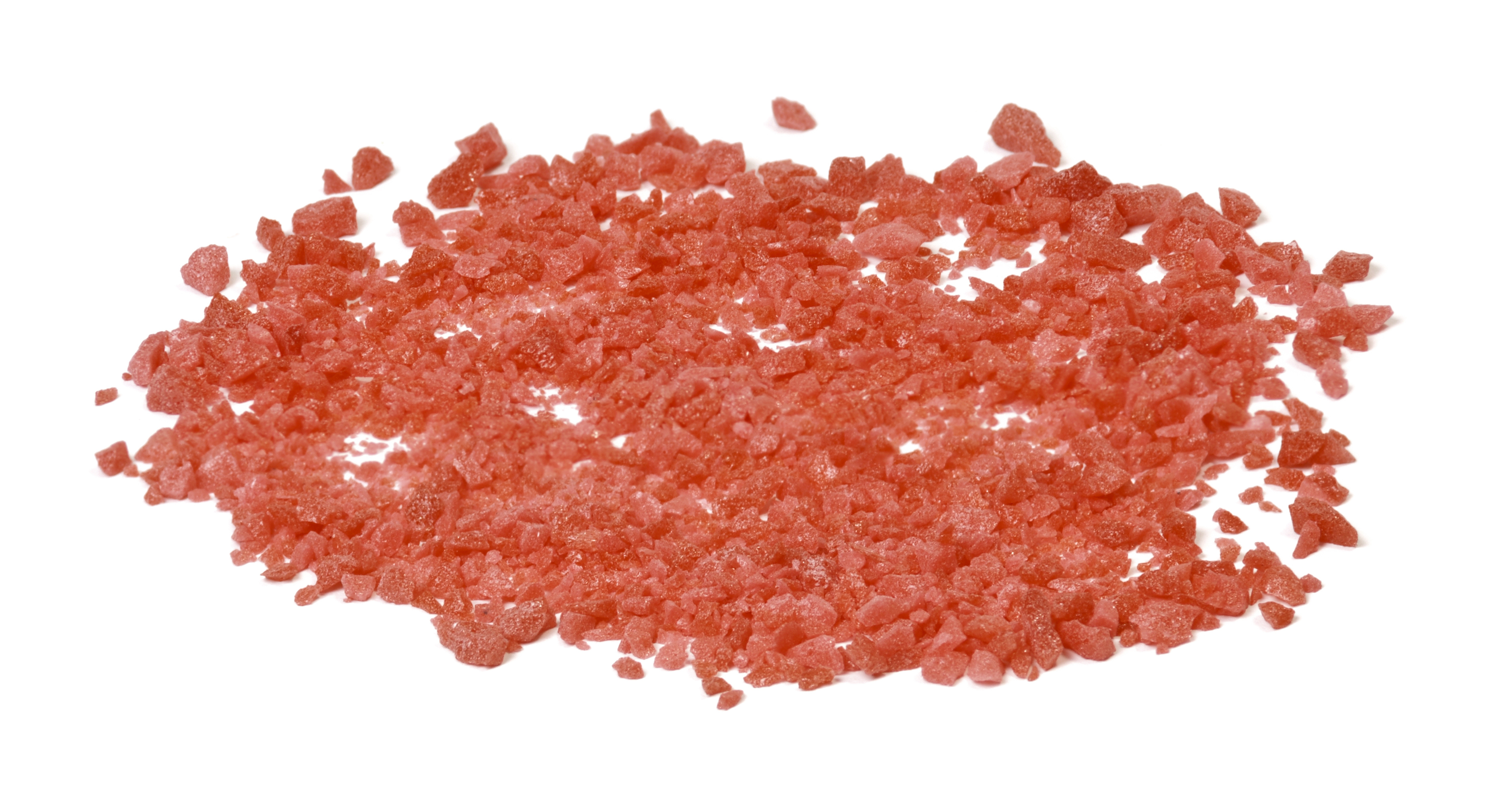
跳跳糖

跳跳糖的概念是1956年由通用食品公司的化学研究员William A. Mitchell取得专利（美国专利#3,012,893），於1975年上市。1983年，通用食品公司停止販賣這種糖果。有人認為停產的理由是食用跳跳糖會導致胃部爆炸的都市傳說過於氾濫，但其實是因為跳跳糖的銷售狀況不佳，加上它的保存期限過短。
雖然跳跳糖經過廣泛的測試證明它是種安全的食品，但是西雅圖的居民仍然十分害怕這種產品，美國食品藥物管理局甚至設立了一條專線，用來跟父母們解釋跳跳糖不會造成小孩窒息或是胃部爆炸。而通用食品公司也從1979年起就開始對抗胃部爆炸的謠言，該公司寄信給全美各個小學校長，提出公開聲明給父母們，在各大出版物上刊登廣告，更在路上發放傳單，內容解釋了一包跳跳糖所含的二氧化碳氣體比半罐汽水還少，因此絕對安全。
一開始該公司的物流控管確保了產品的新鮮度，但是隨著跳跳糖越來越受歡迎，零售商之間私自調貨的情況越來越嚴重，最後導致消費者買到過期的產品。1985年，卡夫食品買下了跳跳糖的製造權利並重新命名為Action Candy，並且透過一家叫碳酸糖果的子公司生產跳跳糖。而在西班牙巴塞隆納也有一家公司Zeta Espacial S.A.從1979年起製造、販賣、出口跳跳糖，該公司的產品名為Fizz Wiz。1985年，卡夫食品將跳跳糖的製造設備、技術以及亞洲區銷售權賣給南韓的Jeong Woo Confectionery公司。在Jeong Woo Confectionery開始製造跳跳糖之前，卡夫公司製作的都是粉狀的跳跳糖，Jeong Woo將其改良為晶體狀讓它更方便食用。這種晶體狀跳跳糖在1988年時被珍寶珠旗下的UniConfis公司重新以Crazy Dips的名字進口到美國販賣。
2006年，將跳跳糖成功商品化的Marvin J. Rudolph博士寫了一本關於跳跳糖歷史的書：Pop Rocks: The Inside Story of America's Revolutionary Candy（《跳跳糖：美國革命性糖果的幕後故事》）。內容訪問了許多食品製造技術人員、工程師、銷售經理，還有跳跳糖發明人後代Billy Mitchell的家族，再加上作者本身的經驗寫成。
通用食品另外也生產了類似的粉狀跳跳糖，名叫Cosmic Candy（太空糖）也稱做Space Dust（太空粉塵）。

## 製作方法
跳跳糖的製作方法是將所有原料混合後，一起溶解在很少量的水中，接著把這些溶液放置在密閉容器中加熱到150度，再打入二氧化碳加壓到600磅力每平方英寸，約為41.37巴，然後加以冷卻，讓細微的高壓二氧化碳氣泡包覆在跳跳糖裡，所以當口中含著跳跳糖時，表面的糖隨著唾液逐漸溶解，裡面的小氣泡也一個個破掉，產生獨特的口感。這些微小的二氧化碳氣泡可以藉由在顯微鏡下觀察跳跳糖看見。

## 都市傳说
一直有謠言指出，在食用跳跳糖的同時飲用可樂會導致胃爆炸，製造跳跳糖的公司花了大筆的錢宣導這是錯誤的謠言。這個謠言是基於錯誤的科學假設，謠言認為跳跳糖產生氣泡的反應是酸鹼中和，但是其實是物理變化，跟可樂類似。這個謠言經由一款“生活”穀片電視廣告变得更加猖獗，影片中一位叫Mikey的男孩在吃了跳跳糖並喝下可樂後，身體不適倒下。這原本只是一部廣告片，但是經過人們加油添醋的轉傳後，變成一部記錄Mikey死亡的影片。但事實上飾演Mikey的John Gilchrist還活著，影片中的身體不適也只是為了廣告而表演的效果而已。
因為這個謠言已經存在許久，所以常常出現在各種電視媒體或是文章中。美國影集《流言終結者》也曾進行過驗證，他們將跳跳糖與可樂灌進豬胃中，但是完全無法引起謠傳中的爆炸，最後在加入一磅的跳跳糖仍失敗後，他們證明了這是個謠言。

## 外部連結
- 跳跳糖網站 （页面存档备份，存于）
- Rudolph, Dr. Marvin J. . Sharon, MA: Specialty Publishers LLC. September 2006: 112. （原始内容存档于2011-07-16）. 外部链接存在于|publisher= (帮助) ISBN 0-9786318-0-3 ISBN 978-0-9786318-0-2 - book detailing the story of Pop Rocks development to Pop Rocks today